# 臺灣府城巽方砲臺
22°59′03″N 120°13′10″E / 22.98417°N 120.21944°E
巽方砲臺，也稱巽方靖鎮，位於臺灣臺南市東區，為臺灣府城增建東門外城時設立的兩座砲臺之一，為臺南僅存的內陸砲臺。是中華民國國定古蹟之一。地方俗稱銃空仔（Tshìng-khang-á）。

## 歷史
巽方砲臺為清代臺灣府城東外護城垣的砲臺，建於清道光16年（1836年），用以保護大東門外的住民。砲臺以珊瑚礁為建材砌成，黏以三合土。砲臺平面呈方形，中開拱門，上有橫額，旁有梯可登樓頂，砲臺上原有望樓。砲臺位在城的東南方，屬八卦中的「巽」位，故得名巽方砲臺。
日治時期，城垣毀棄，砲臺荒無。1949年後，巽方砲臺為修禪院承租，今被該寺利用為涼亭及庫房，因而砲臺正面多了許多佛教標語。

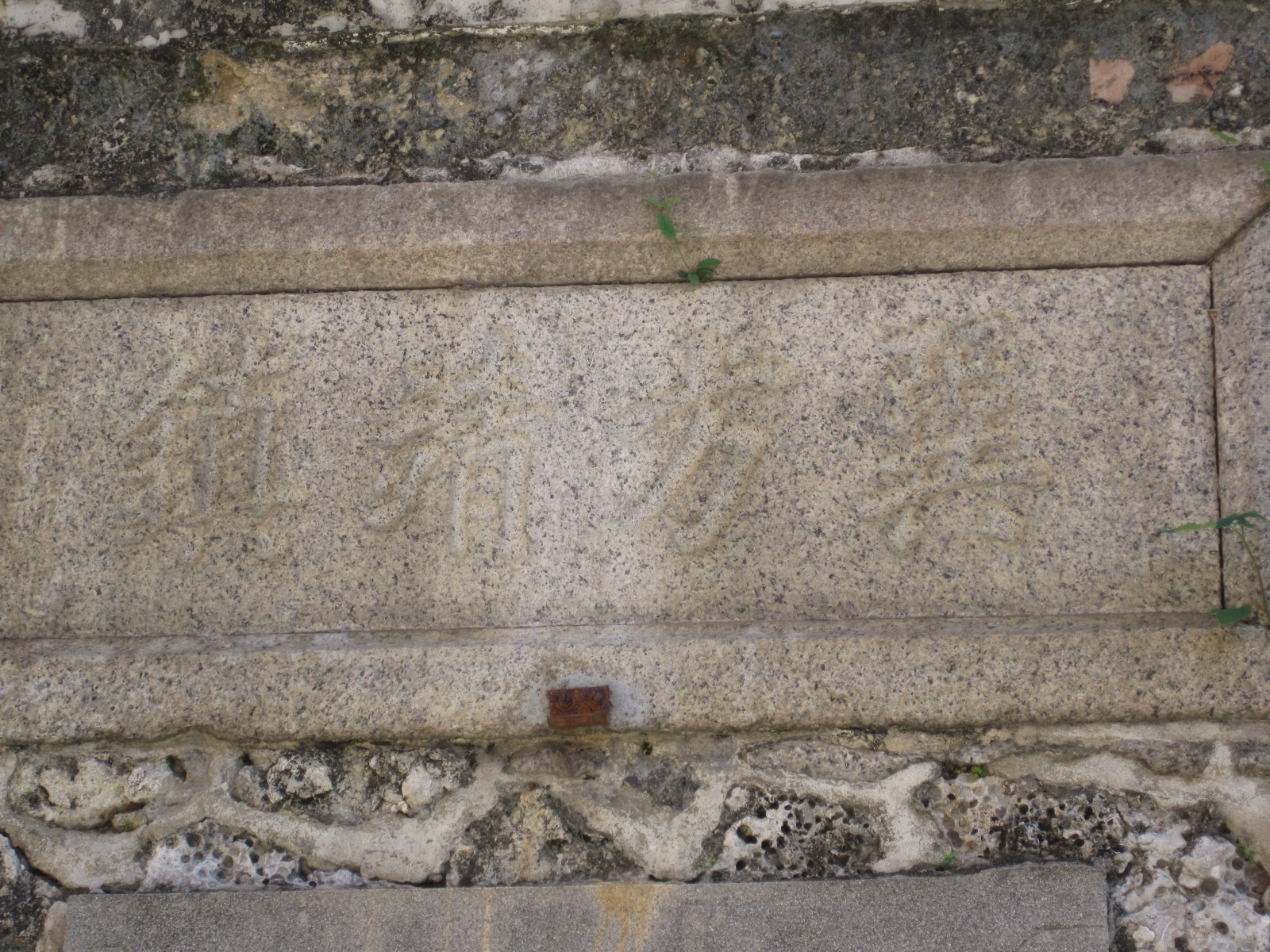
砲臺門上的「巽方靖鎮」門額

2020年12月底與兌悅門、大南門、大東門、小東門段城垣殘跡、南門段城垣殘跡與東門段城垣殘跡以「台灣府城城門及城垣殘跡」通過文資審議升格為國定古蹟，後續將辦理公告。

## 外部連結
- 臺灣府城巽方砲臺(巽方靖鎮)——臺南市政府文化觀光處 （页面存档备份，存于）